# Pardosa pexa
Pardosa pexa är en spindelart som beskrevs av Hickman 1944. Pardosa pexa ingår i släktet Pardosa och familjen vargspindlar.
Artens utbredningsområde är Sydaustralien. Inga underarter finns listade i Catalogue of Life.